# Kangdong-gun
Kangdong-gun (koreanska: 강동군) är en kommun i Nordkorea.   Den ligger i provinsen Pyongyang, i den sydvästra delen av landet, 30 km öster om huvudstaden Pyongyang.